# 東京都交通局300形電車
東京都交通局300形電車（とうきょうとこうつうきょく300がたでんしゃ）は、AGT（新交通システム）である日暮里・舎人ライナーで使用されている東京都交通局の鉄道車両。

## 概要
2008年3月30日の日暮里・舎人ライナー開業に合わせて投入された。車両竣工は2006年からで、開業時点では12編成が投入され、その後2011年までに4編成が増備された。製造メーカーは新潟トランシスである。車両の外観や編成番号の表記などは、東京都が出資しているゆりかもめで使用されている車両（7000系・7200系）に似たデザインとなっている。

### 車体
車体は軽量ステンレス製であり、ドアは都営地下鉄新宿線の10-300形などと同じくステンレス鋼製で内外とも表面ヘアライン無塗装仕上げで、窓は車内側からゴムによる接着式である。1両あたり片側2か所の外吊り式片開きで、戸閉装置は直動空気式である。車側表示灯は車体に埋め込まれており、側面からは見えるが、最前部や最後部からは見ることを考慮した設計になっていない。これは営業時が無人運転であるため、車両から車側表示灯を確認する必要がないためである。なお、ホームドアにも戸閉め表示灯が設置されている。また、車体に巻かれたラインカラーの緑色と桃色は、前者が沿線の自然を表し、後者は街の活性化をイメージしたものである。

### 車内装備
車内は当初、ドア間ロングシートの座席を採用する予定だったが、想定以上の乗客が乗車可能であったため、安全確保と乗客への配慮の観点より車体中央部をクロスシートに変更された。1人掛けクロスシートは壁面との間に荷物置き場がある。ドア間のつり革は2人掛けクロスシート上の物は通路側座席旅客の頭上にあり、立ち客には使いにくい。貫通妻面を背にするクロスシートは貫通路に座席がはみ出している。
2009年度に増備された第13編成以降は、1・2・4・5号車の従来2列だったシートが1列に変更され、反対側の従来1列のシートの部分がロングシートへと、またモケットが緑色になり、手すりがオレンジ色になる、車端部へのつり革の増設、ドアチャイムの変更などの改良が実施されている。後に第01 - 12編成においても増備編成と同様のシート変更改造が施されている。ただし、既存編成のシート変更改造車では車端部のつり革の増設は行われていない。

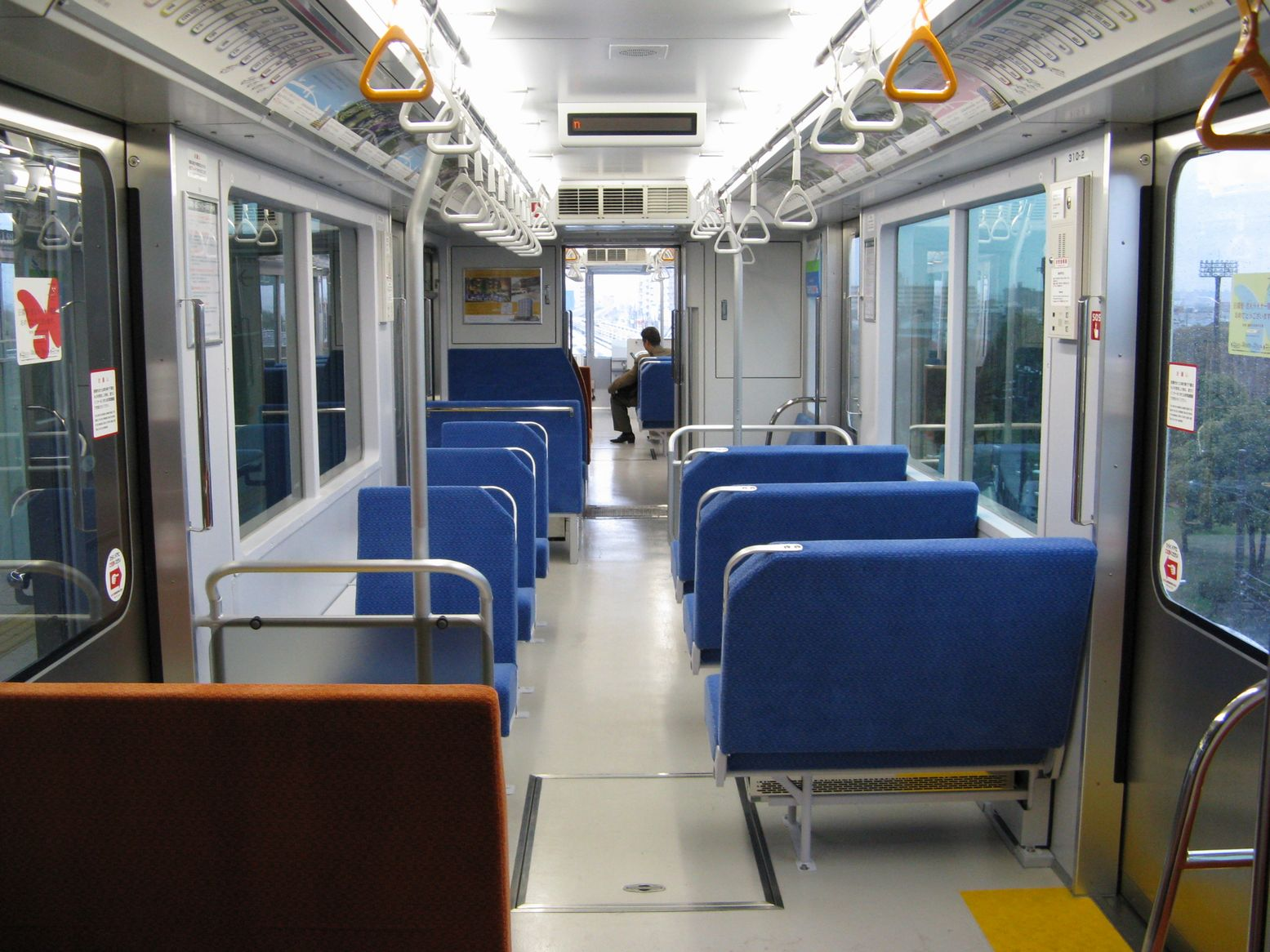
登場当初の第1 - 12編成の車内
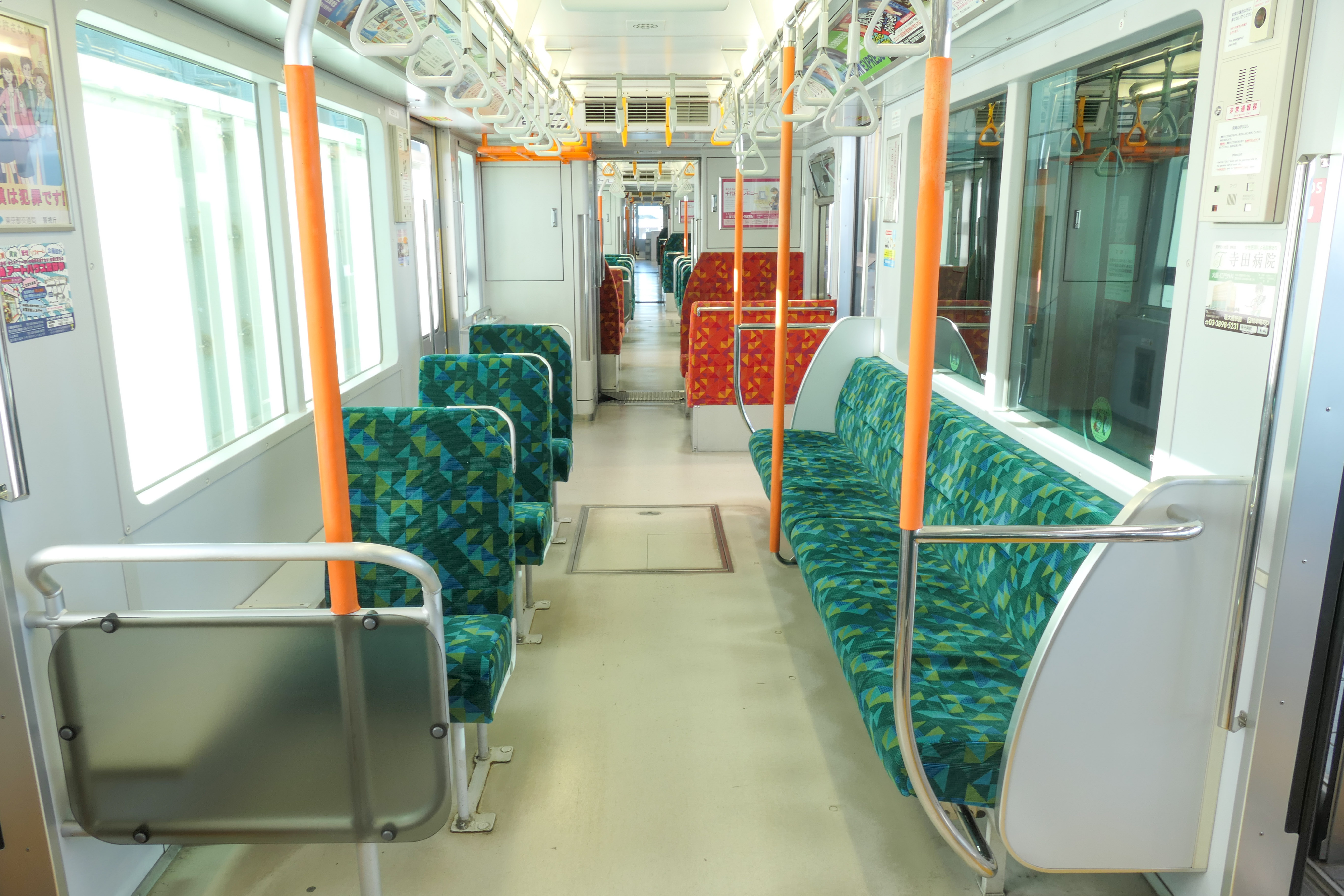
更新後の第5編成の車内
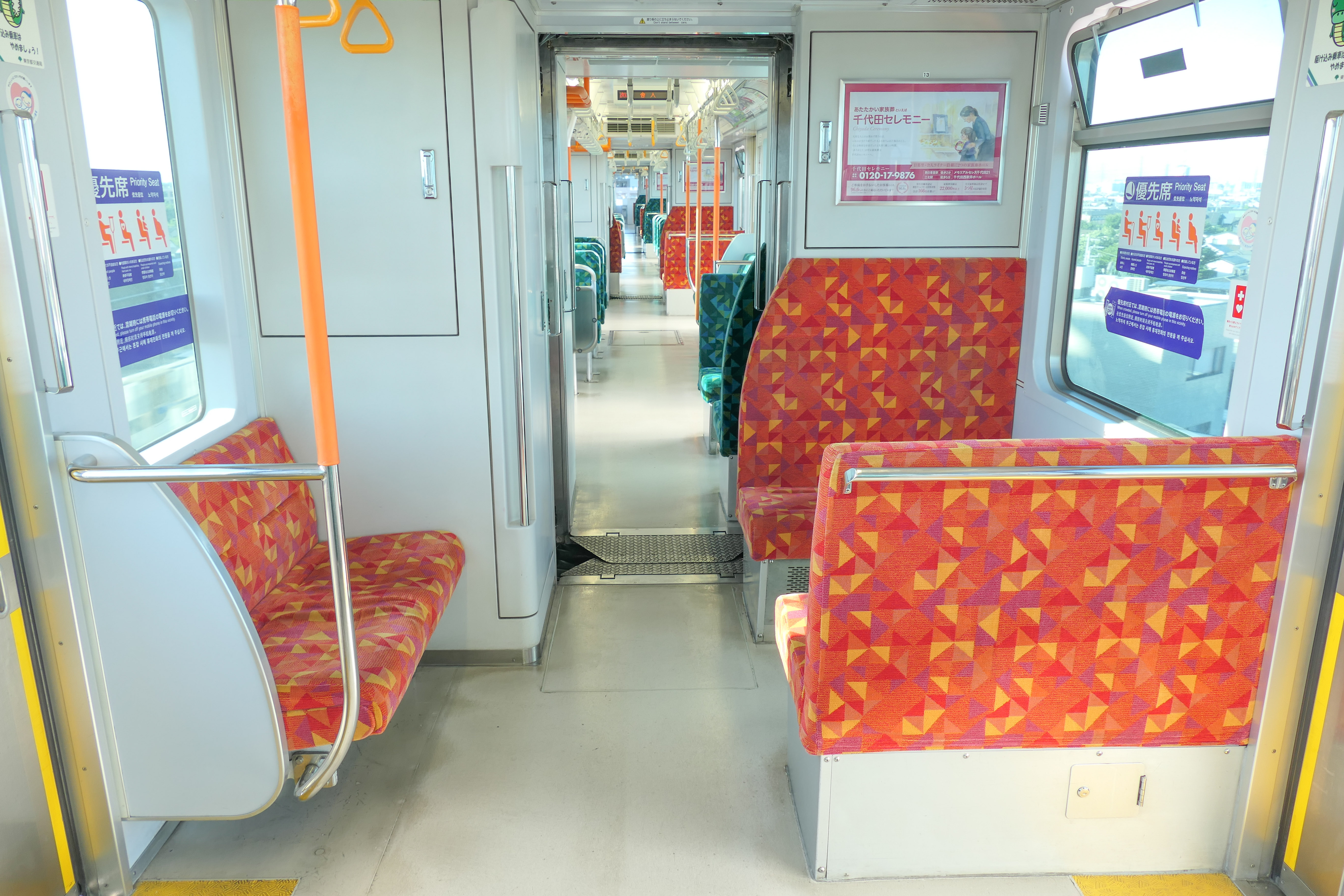
優先席
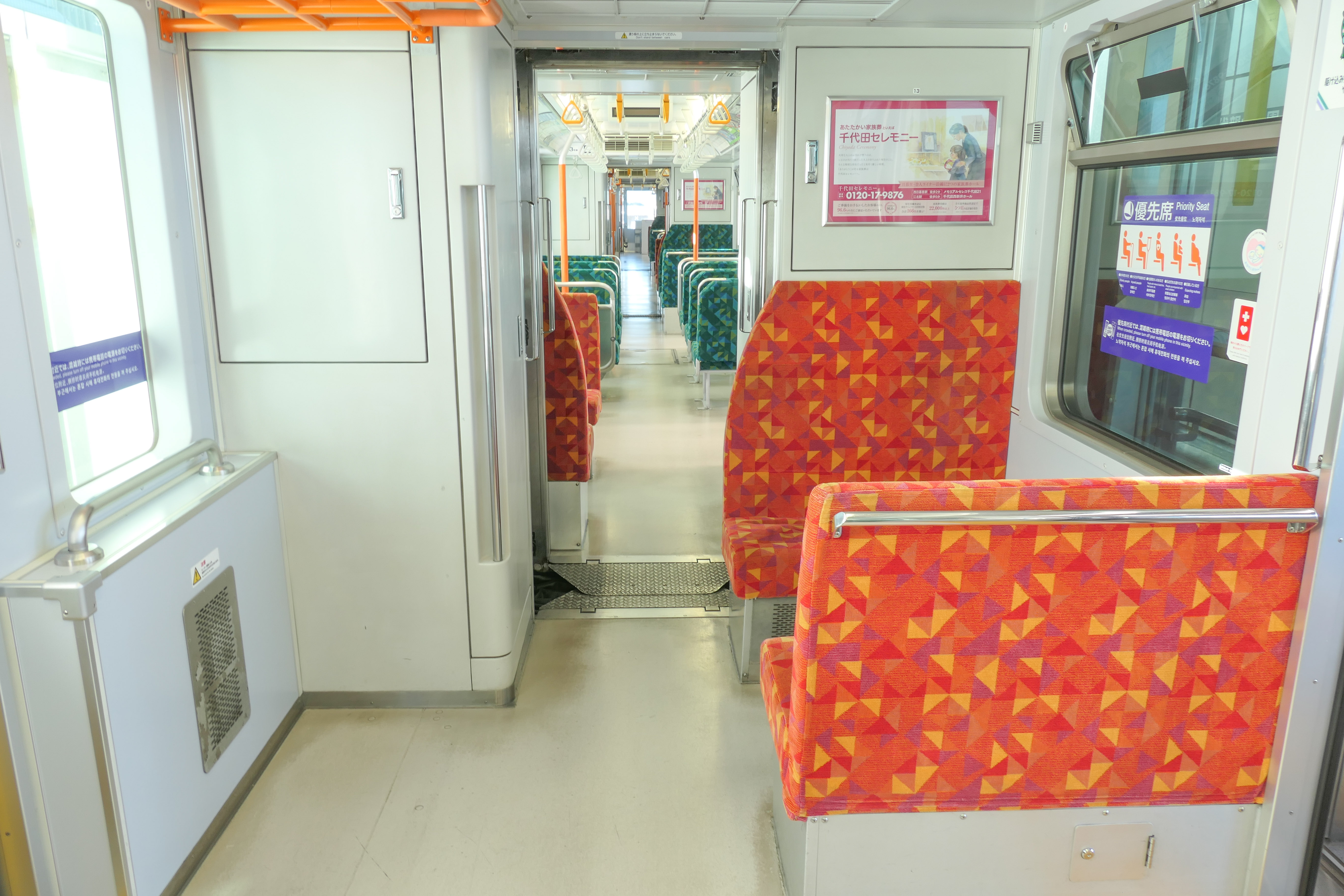
フリースペース
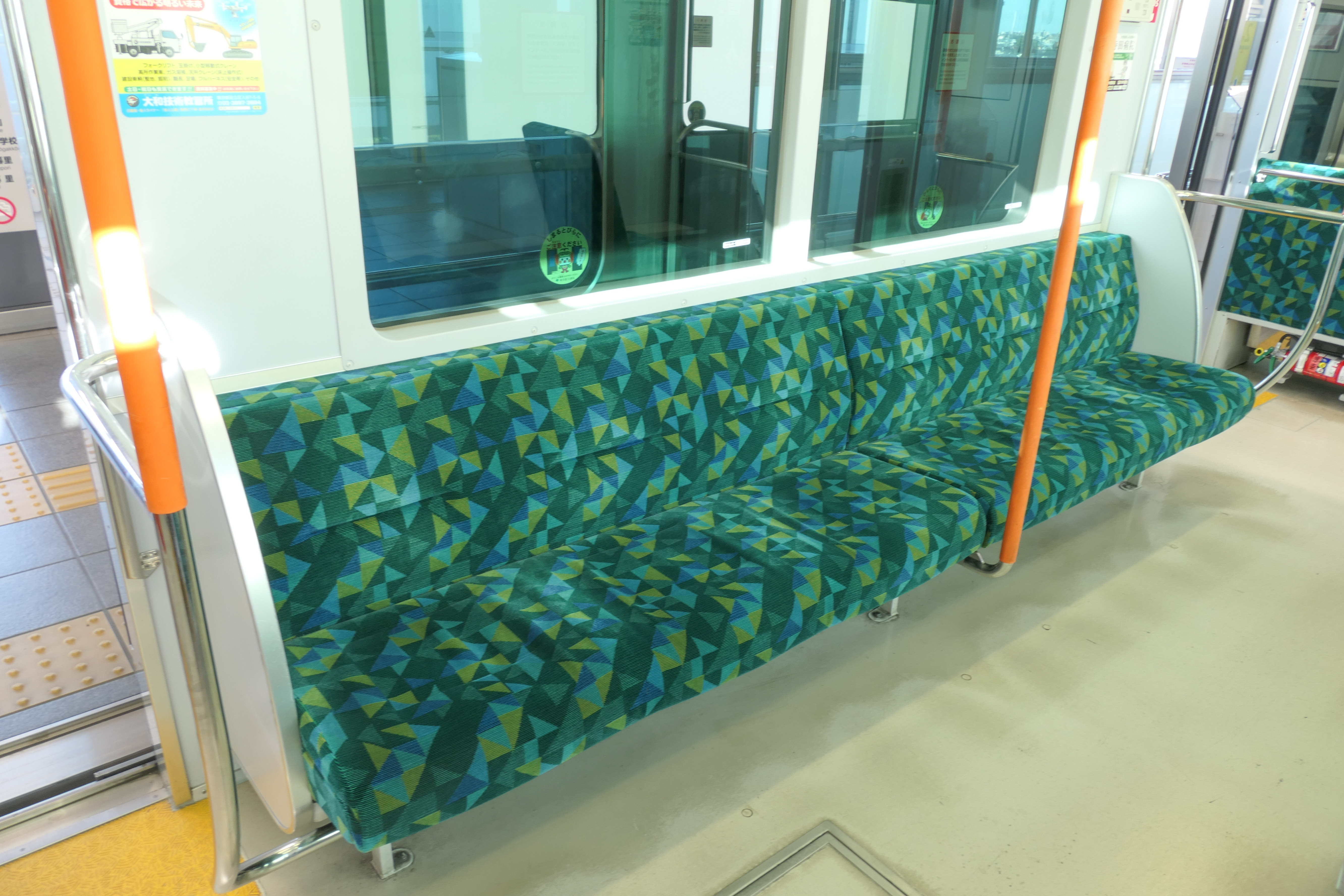
ロングシート
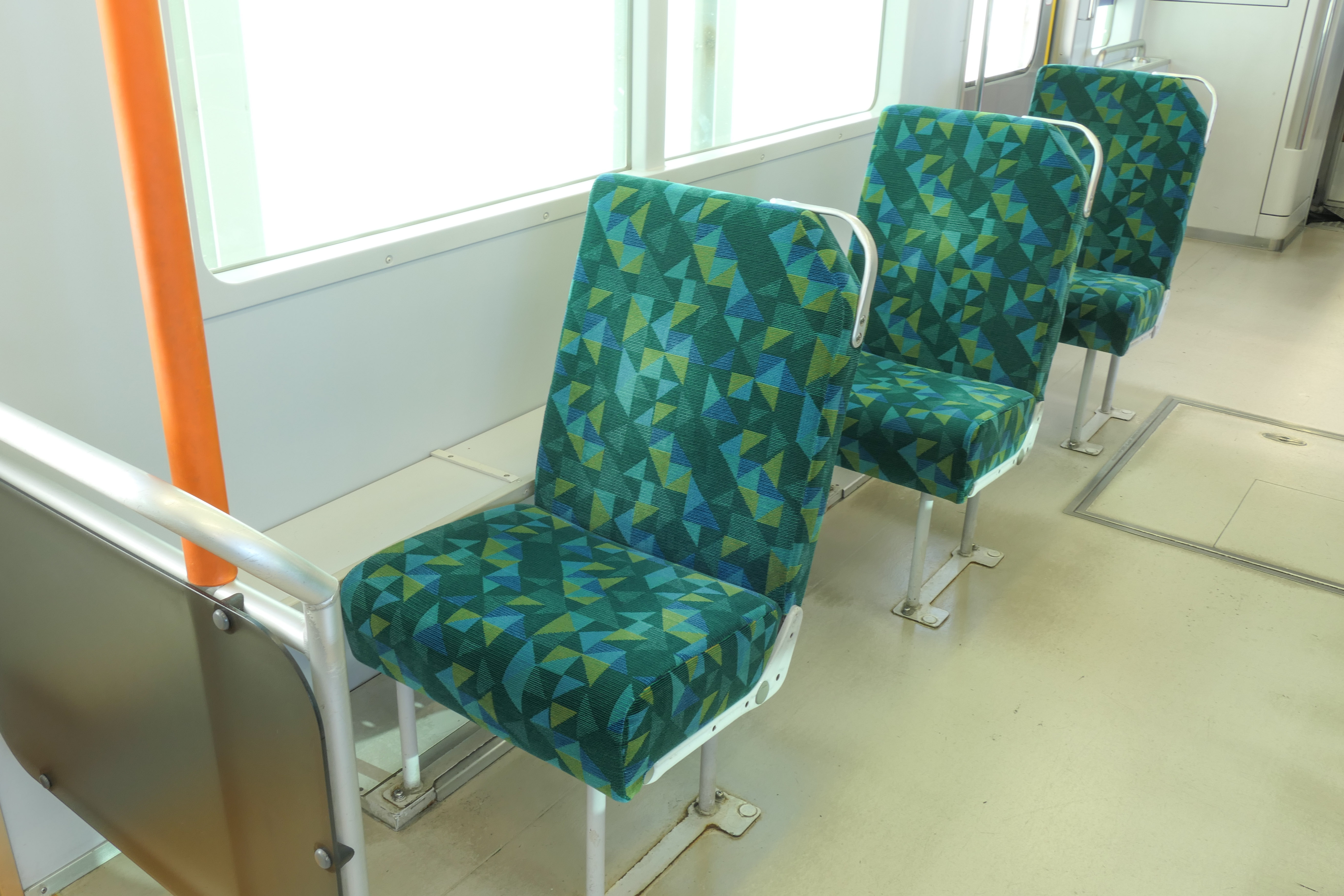
クロスシート

### 主要機器
制御装置はVVVFインバータ装置を採用しており、コンバータ装置とVVVFインバータ装置を1つのユニットにまとめた主変換装置（CI装置）により誘導電動機を制御している。また、5両編成のすべてが電動車となっている。

## その他
- 第3・4・9・10編成は一部車両の物置き場が撤去されている。
- 本形式は東京都交通局所有の車両であるため、車両の前面と側面に東京都のシンボルマークが貼付されている。
- 5両編成のうち日暮里寄り3両は台車がT台車であり、残り2両はその逆である。従って車内床の点検トラップもD台車位置に合わせている（写真の床を参照）。
- 全編成に、マナー啓発文言の書かれた車両編成ステッカーが貼られている。編成ごとに異なる動物のイラストが描かれており、第1 - 12編成は十二支順、第13編成以降はそれぞれゾウ・ライオン・キリン・パンダが描かれている。
- 開業時から運用されている計12編成については、2022年度から2024年度にかけてオールロングシートの330形に置き換えられる予定となっている[2][3][4]。
- 2021年10月7日に発生した千葉県北西部地震により、下り列車として運転されていた第2編成が舎人公園駅を発車した直後に脱輪し、立往生した。当該車両はクレーンにより吊り下げられ、移送された[5]。